# Снежкин, Сергей Олегович
Серге́й Оле́гович Сне́жкин (род. 10 октября 1954, Ленинград) — советский и российский кинорежиссёр, сценарист, продюсер. Народный артист Российской Федерации (2011). Председатель Санкт-Петербургской организации Союза кинематографистов России.

## Биография
Сергей Снежкин родился 10 октября 1954 в Ленинграде. В 1981 году окончил ВГИК (мастерская Е. Дзигана).
С 1981 — ассистент режиссёра, режиссёр киностудии «Ленфильм». С 1987 года — режиссёр-постановщик. С 1991 года — художественный руководитель киностудии «Бармалей».
Осенью 2011 года набрал мастерскую режиссёров игрового фильма в Санкт-Петербургском государственном институте кино и телевидения (СПбГИКиТ).

## Фильмография

### Актёр
- 1982 — Голос — фотограф киностудии
- 1984 — Прохиндиада, или Бег на месте — посетитель ресторана
- 1992 — Странные мужчины Семёновой Екатерины — камео
- 1993 — Вива, Кастро!
- 1993 — Грехъ. История страсти — бандит
- 1997 — История про Ричарда, Милорда и прекрасную Жар-птицу — эпизод (в начале фильма)
- 1997 — 1998 — Улицы разбитых фонарей (26 серия «Обнесённые ветром») — Хмара
- 2000 — Империя под ударом (5 серия) — господин на выставке

### Режиссёр
- 1985 — Эй, на линкоре! (в киноальманахе «Мостик»)
- 1987 — Петроградские гавроши
- 1988 — ЧП районного масштаба
- 1991 — Невозвращенец
- 1998 — Цветы календулы
- 1998 — 1999 — Улицы разбитых фонарей-2 (серия «Ловушка для мамонта»)
- 2000 — Империя под ударом (5-я серия) (в титрах: Серж Василеостровский) (серия «Сашка-химик»)
- 2001 — Убойная сила-3 (серия «Предел прочности» с 1 по 4)
- 2002 — Убойная сила-4 (серия «Курс молодого бойца», «Последний причал» , «Второе дно»)
- 2003 — Убойная сила-5 (серия «Лазурный берег» с 1 по 3)
- 2004 — Женский роман (сериал)
- 2005 — Брежнев (сериал)
- 2006 — Мечта
- 2009 — Похороните меня за плинтусом
- 2012 — Белая гвардия (сериал)
- 2016 — Контрибуция
- 2016 — Следователь Тихонов (сериал)
- 2016 — Так сложились звёзды
- 2017 — Подросток (по роману Ф. М. Достоевского)

### Сценарист
- 1987 — Петроградские Гавроши
- 1991 — Невозвращенец
- 1998 — Цветы календулы
- 2007 — Мечта
- 2009 — Похороните меня за плинтусом
- 2012 — Белая гвардия (сериал)
- 2013 — Сталинград
- 2016 — Контрибуция
- 2016 — Следователь Тихонов (сериал)
- 2016 — Так сложились звёзды
- 2017 — Подросток (по роману Ф. М. Достоевского)

### Продюсер
- 1998 — Я первый тебя увидел
- 2000 — Мистерии
- 2002 — Красный стрептоцид (короткометражный)
- 2002 — Не делайте бисквиты в плохом настроении
- 2002 — Челябумбия
- 2003 — Срочный фрахт
- 2005 — Танцуют все!
- 2006 — Мечта
- 2008 — Дикое поле

## Призы и награды
- 1985 — Главный приз КФ «Молодость» в Киеве («Эй, на линкоре!»)
- 1991 — Специальный приз жюри МКФ в Сан-Себастьяне («Невозвращенец»)
- 1998 — Главный приз КФ «Окно в Европу» в Выборге («Цветы календулы»)
- 1998 — Премия им. Г. Козинцева за лучшую режиссуру; премия им. А. Пиотровского за лучший сценарий; премия за лучший фильм года Конкурса профессиональных премий к/с «Ленфильм» «Медный всадник» («Цветы календулы»)
- 1999 — Номинация на премию «Ника» за лучшую сценарную работу («Цветы календулы»)
- 2000 — Заслуженный деятель искусств Российской Федерации (26 июля 2000) — за заслуги в области искусства[1]
- 2011 — Народный артист Российской Федерации (31 марта 2011) — за большие заслуги в области кинематографического, музыкального, театрального и хореографического искусства[2]
- 2013 — Премия «Золотой орёл» за лучший телефильм или мини-сериал («Белая гвардия»)
- 2013 — Премия Правительства Российской Федерации в области культуры 2013 года (23 декабря 2013) — за создание телевизионного многосерийного художественного фильма "Белая гвардия"
- 2016 — Орден «Достык» II степени (Казахстан)[3]
- 2025 - Премия «Золотой орёл» за лучший сценарий ("Любовь Советского союза") [4]

## Общественная позиция
В марте 2014 года поддержал аннексию Крыма, подписал письмо президенту России Владимиру Путину в поддержку аннексии